# Alluvione del Veneto del 2010
L'alluvione del Veneto del 2010 si è verificata a seguito di una forte perturbazione di origine atlantica che ha portato sulla regione persistenti piogge a partire dal 31 ottobre 2010. A questo si è aggiunto anche il vento caldo di scirocco che, oltre a sciogliere la neve caduta sulle montagne le settimane prima, ha impedito il normale deflusso dei fiumi in mare Adriatico.

## Eventi
L'alluvione ha coinvolto 130 comuni veneti di tutte le provincie ed ha allagato 140 km² di territorio; le zone più colpite sono state quelle di Vicenza e della sua provincia, della provincia di Padova e della provincia di Verona. Le forti piogge hanno fatto straripare i fiumi Timonchio, Bacchiglione, Retrone, Alpone, Tramigna e Frassine. Nelle provincie di Treviso e Belluno gli smottamenti sono stati numerosi.
Le persone coinvolte sono state 500.000. Nella sola provincia di Padova sono state sfollate 4.500 persone e nel vicentino sono morte due persone.

## Vicenza

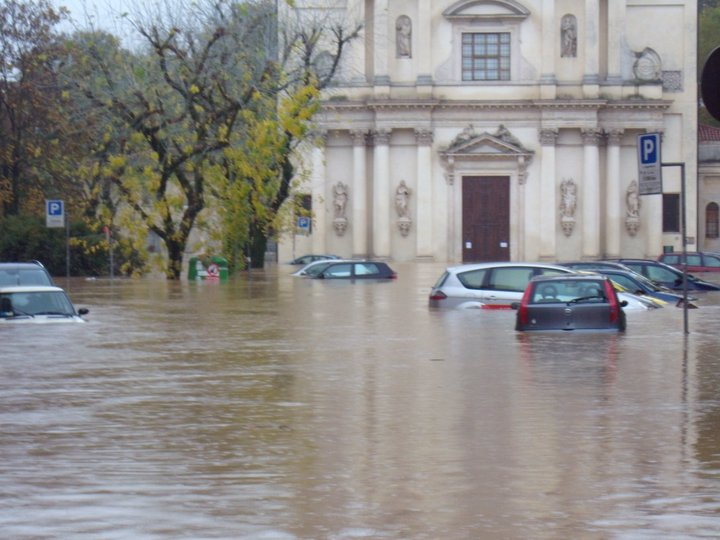
Piazzetta Araceli, Vicenza

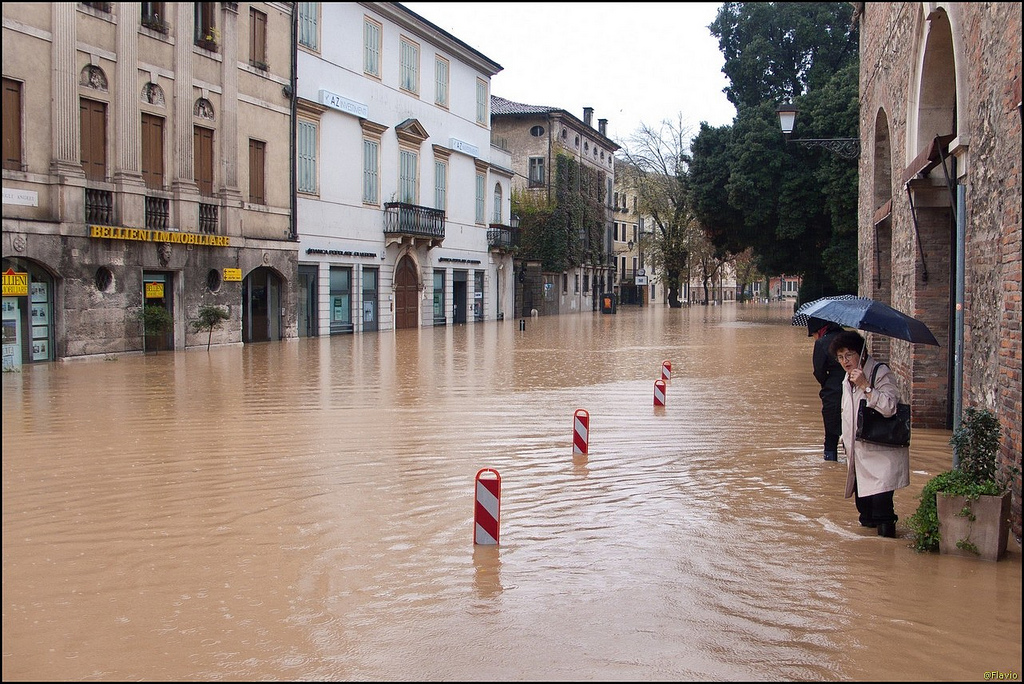
Zona piazza Matteotti

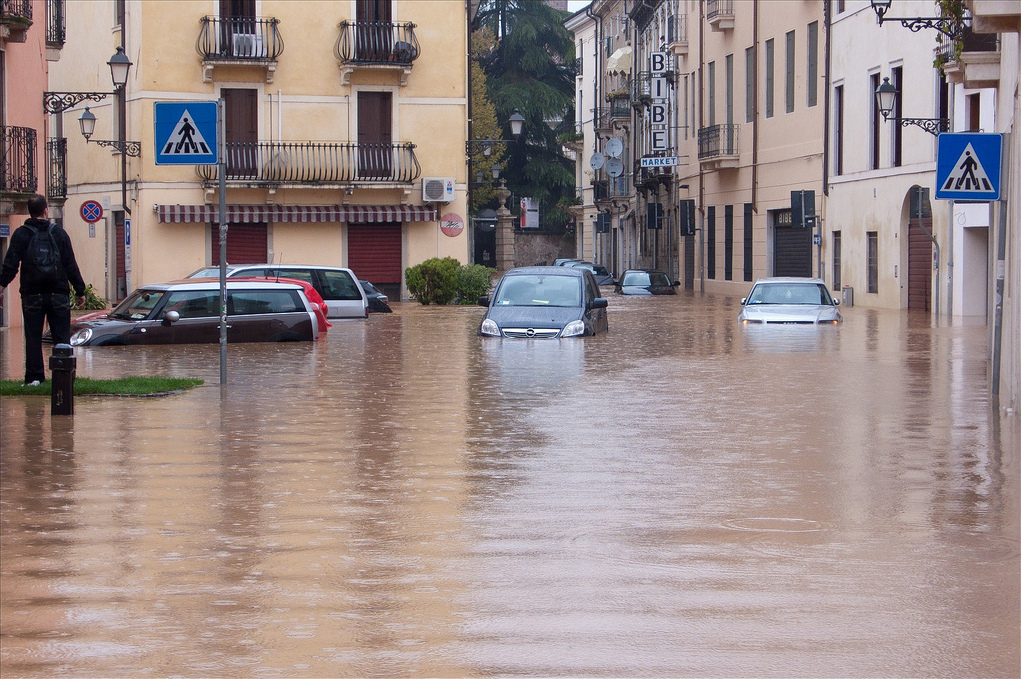
Contrà Barche

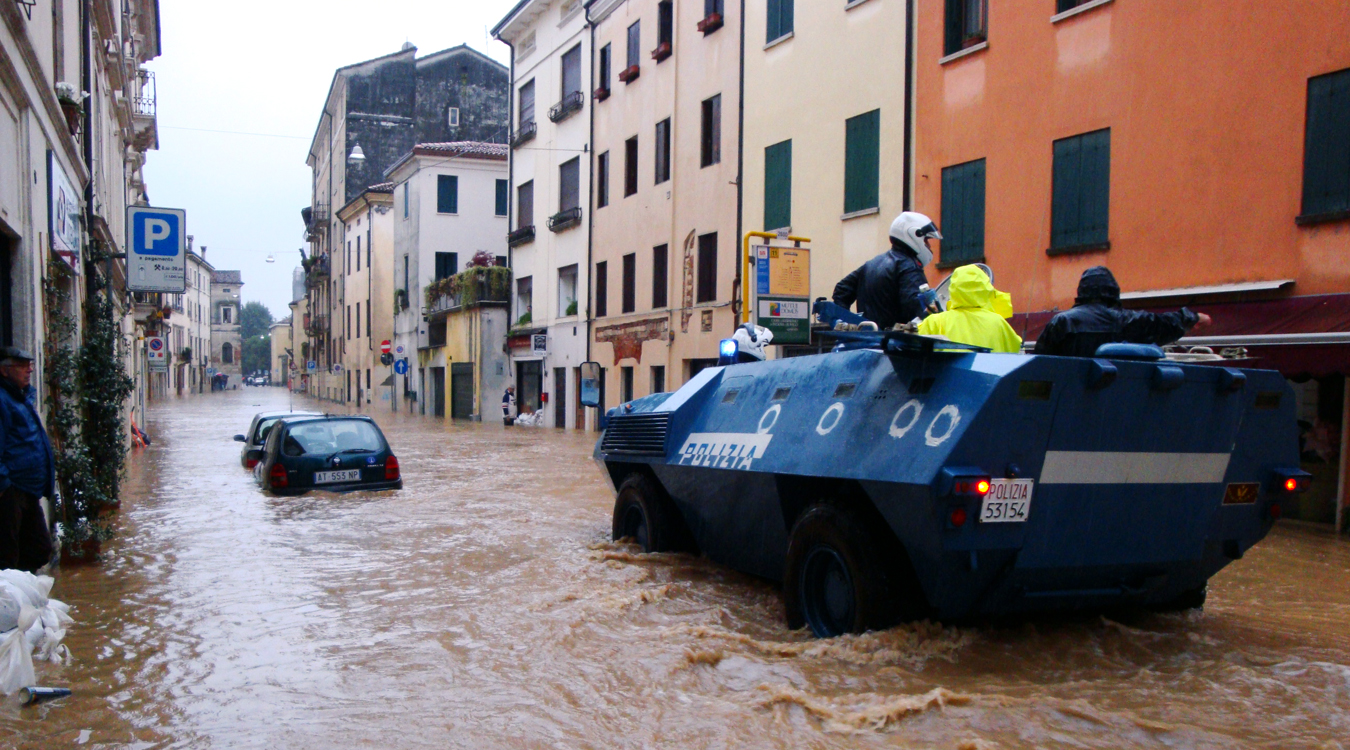
Contrà San Pietro

Il 20% della città di Vicenza è stato invaso dall'acqua del Bacchiglione e del Retrone. Il primo fiume è straripato nelle prime ore del mattino del 1º novembre colpendo la zona della chiesa dell'Araceli vecchia e di viale Rumor con il vicino parco Querini, trasformato in acquitrino. Conseguentemente la sede provinciale della Croce Rossa e dell'UNICEF site in contrà Torretti vengono fatte evacuare. Alle 7:30 il Bacchiglione esce anche a ponte degli Angeli bloccando l'accesso nord ed est al centro storico, tuttavia viene risparmiato il Teatro Olimpico grazie all'attivazione di tre idrovore (aggiuntesi alla due sempre presenti nella celebre struttura palladiana).
Vengono invase dall'acqua anche contrà San Pietro, corso Padova, via IV Novembre, le contrà lungofiume delle zone San Biagio/San Marco e la zona dello Stadio Menti. Il Bacchiglione esce anche nel ponte di viale Diaz bloccando il traffico su una delle principali arterie della circonvallazione esterna, allagando il quartiere di San Paolo (palasport, piscine, campo di atletica) e dei Carmini con la parte nord di corso Fogazzaro. Anche la zona di Santa Bertilla (dogana e mercato ortofrutticolo) viene allagata così come la zona di viale Trento.
Nel pomeriggio il Retrone esce invece nel quartiere S. Agostino e tutti i residenti dei piani terra del quartiere Debba vengono fatti evacuare. Il traffico in città risulta paralizzato: l'autostrada A4 viene chiusa così come la Tangenziale Sud e tutte le linee ferroviarie che partono o passano per la città. Anche le linee autobus della mobilità urbana di AIM subiscono variazioni ed alcune linee vengono soppresse per l'impossibilità di transitare per le vie cittadine. Ventun cabine elettriche finiscono sott'acqua, lasciando senza energia oltre 3.000 utenze.
Questi i dati dell'alluvione:
- Residenti colpiti: 11.236
- Edifici privati: 1.616
- Negozi: 274
- Pubblici esercizi: 63
- Industrie e laboratori: 55
- Strutture sanitarie: 8
- Farmacie: 3
- Scuole: 23
- Servizi pubblici (banche, uffici postali ecc.): 9
- Strutture sportive: 22
- Strutture di accoglienza: 1 (la Caritas)
- Impianti di carburanti: 6
- Chiese e parrocchie: 11
- Monumenti: 13
- Lunghezza delle strade allagate: 49,50 km
- Superficie comunale allagata: 20,03%
- Danni calcolati dal comune di Vicenza (monumenti, strade, strutture pubbliche): 6,5 milioni di €

Appena le acque si ritirano il sindaco Achille Variati lancia un appello ad eventuali volontari che possono dare una mano alla città e ai vicentini per tornare presto alla normalità. Il giorno successivo si presentano in più di 200 per fornire aiuto, prima agli uomini di AIM Valore Ambiente per ripulire le strade e poi ai cittadini. In quattro giorni i volontari raggiungono il numero di 2.483 persone che, in tre turni giornalieri con ritrovo in piazza Matteotti, vengono smistati nei punti più critici della città. Il 3 novembre vengono riaperte quasi tutte le scuole e viene confermato il consueto mercato cittadino del giovedì; nella stessa giornata arriva a Vicenza Guido Bertolaso che dichiara lo stato di crisi e fa giungere in città l'esercito. Alla visita di Bertolaso seguiranno, tra le altre, quella di Silvio Berlusconi e Umberto Bossi il 9 novembre.
L'11 novembre è il presidente della Repubblica Italiana Giorgio Napolitano ad arrivare nel capoluogo berico, su esplicito invito del sindaco. Il Presidente si reca prima in piazza Matteotti (dove lo attendono i volontari che gli donano una casacchetta personalizzata) e poi in municipio.
(Giorgio Napolitano nel discorso ai volontari durante la visita in città dell'11 novembre)
A seguito dell'alluvione 46 artisti vicentini (tra cui i Los Locos, Stefano Centomo, e i Lost) si uniscono sullo stile di Artisti Uniti per l'Abruzzo incidendo il pezzo Un cuore grande così il cui ricavato andrà agli alluvionati.

### Nuovi allarmi
La città si è ritrovata a gestire nuovi allarmi di esondazione il 16 novembre, il 23 dicembre 2010, il 16 marzo 2011, l'11 novembre 2012 e il 16 maggio 2013. In tutti e 5 i casi è entrato in funzione in piano di emergenza comunale che prevede l'invito (attraverso gli altoparlanti delle pattuglie della polizia locale) a mettere in sicurezza beni ed auto posti ai piani più bassi, il posizionamento in 11 punti strategici della città di bancali di sacchi di sabbia pronti o da confezionare, la velocizzazione di qualsiasi opera di prevenzione degli allagamenti attraverso scorte tecniche dei mezzi di AIM Vicenza e Valore Città da parte delle pattuglie dei vari enti di pubblica sicurezza.
Il 16 novembre 2010 (data anche la situazione più critica passata da soli 15 giorni), è stato richiesto l'intervento dei volontari per il confezionamento dei sacchi di sabbia e si è arrivati all'evacuazione precauzionale di alcune scuole oggetto di allagamenti il 1º novembre. Il 24 dicembre 2010, viste le imminenti festività natalizie, il comune è ricorso all'esercito americano di stanza alla caserma Ederle, così come il 16 marzo 2011 (si celebrava l'unità d'Italia). Fortunatamente tutti gli allarmi sono rientrati abbastanza presto con allagamenti limitati alle zone "storicamente" più fragili.

## Il vicentino
Nel vicentino il fiume Bacchiglione è esondato in più punti, anche se la situazione più difficile si è registrata nell'hinterland di Vicenza, a Caldogno in particolare nelle frazioni di Rettorgole e specialmente in quella di Cresole che è stata interamente sommersa e dove si è registrata la prima vittima (un uomo morto annegato nel garage di casa). A Valli del Pasubio, Torrebelvicino e Recoaro Terme svariate frane hanno costretto l'evacuazione di una quarantina di famiglie. Numerose le frane in Valle del Chiampo.

## Il padovano
Nel padovano il Bacchiglione ha rotto all'altezza della discarica di Ponte San Nicolò, inondando, oltre alla frazione Roncajette di Ponte San Nicolò, anche i comuni di Casalserugo, Bovolenta e Maserà nella zona di Pratiarcati nella frazione di Bertipaglia. È straripato anche il Frassine, con numerosi allagamenti.
Nella notte tra l'1 e il 2 novembre 2010, a Veggiano il Tesina Padovano ha rotto l'argine destro prima dell'affluenza con il Bacchiglione, subito dopo l'idrovora Fratta, allagando durante la giornata del 2 novembre 2010 buona parte del territorio comunale.
La forza delle acque spiana 40 metri di argine (che solo dopo giorni verrà in parte tamponato con i massi ciclopici portati da un elicottero), costringendo a sfollare 880 persone.
Sempre nel territorio del comune di Veggiano straripa il Tesinella (che proviene dal comune di Grisignano di Zocco), e si aprono numerosi fontanazzi lungo gli argini degli altri affluenti (Ceresone). Per oltre una settimana il livello delle acque supererà il metro e mezzo con punte oltre 2 metri nei punti più bassi.
Una delle zone più colpite dall'alluvione è stata la Bassa Padovana dove il 22% del territorio è stato invaso dall'acqua. L'argine del fiume Frassine cedette improvvisamente in località Prà di Botte (crollo di 150 metri di parete arginale) allagando i territori comunali di Megliadino San Fidenzio, Saletto, Montagnana, Ospedaletto Euganeo ed Este; si riversano sul territorio 23 milioni di metri cubi d'acqua. Un paio d'ore dopo il disastro un altro scolo, il Vampadore, straripò allagando Megliadino San Vitale e Casale di Scodosia. Successivamente anche i comuni di Carceri e Vighizzolo d'Este vennero invasi dalle acque del canale Brancaglia (anche se in maniera molto lieve).
La discarica che è presente ad Este venne immediatamente chiusa in quanto l'acqua riuscì ad entrare negli stabilimenti.
Durante il periodo dell'alluvione si poteva osservare dai Colli Euganei un vastissimo lago lungo e largo decine di chilometri.
Il 17 e il 18 novembre ci sono state nuove esondazioni in particolare del fiume Bacchiglione, che ha allagato in particolare Bovolenta. Lo stesso è avvenuto il 25 dicembre sempre a Bovolenta.

## Il veronese
Nel veronese i due Comuni maggiormente colpiti sono stati Monteforte d'Alpone e Soave. L'acqua tracimata dal torrente Alpone portò alla chiusura dell'autostrada A4.
La mattina del 1º novembre 2010, dopo la rottura dell’argine del torrente Alpone a San Bonifacio (nel punto in cui il Chiampo si getta nell'Alpone), le acque hanno invaso tutta la parte sud di Monteforte d'Alpone, sfiorando i due metri di altezza in alcune strade. A Monteforte si sono riversati 6 milioni di metri cubi di acqua e fango che hanno causato danni a 759 privati, 146 attività produttive e 25 aziende agricole.
La mattina 1º novembre 2010 l’acqua del torrente Tramigna, affluente dell’Alpone, ha rotto l’argine ed ha cominciato a straripare a Soave. Una parte della zona dentro alle mura medievali e tutta la parte esterna che arriva fino alla scuola media sono state inondate dall’acqua, la quale dall’Alpone risaliva lungo il Tramigna. Con questa inondazione a Soave hanno subito danni circa 600 privati, 120 attività produttive e 22 aziende agricole.
Numerose le frane a Malcesine sul lago di Garda, dove una ha particolarmente minacciato l'abitato.

## Dopo l'alluvione

### Il "bilancio"
| Morti                                                                                          | 3                |
| Feriti                                                                                         | 168              |
| Animali morti                                                                                  | 151.000          |
| Famiglie colpite                                                                               | 7.708            |
| Cittadini che hanno dovuto abbandonare le abitazioni                                           | 3.500            |
| Imprese                                                                                        | 2.114            |
| Danno complessivo segnalato tramite i comuni per privati cittadini, imprese ed opere pubbliche | 426 milioni di € |
| Persone coinvolte                                                                              | 500.000          |
| Comuni che hanno segnalato danni                                                               | 262              |
| Comuni che hanno dichiarato danni superiori al milione di €                                    | 61               |

#### Comuni con danni superiori ai 10 milioni di €
| Comune              | Provincia | Danni dichiarati al 20 novembre 2010 (famiglie, imprese ed opere pubbliche, in Euro) |
| ------------------- | --------- | ------------------------------------------------------------------------------------ |
| Vicenza             | VI        | 160.453.000                                                                          |
| Casalserugo         | PD        | 82.000.000                                                                           |
| Caldogno            | VI        | 80.531.000                                                                           |
| Saletto             | PD        | 68.520.700                                                                           |
| Soave               | VR        | 39.172.000                                                                           |
| Monteforte d'Alpone | VR        | 37.890.700                                                                           |
| Bovolenta           | PD        | 21.650.000                                                                           |
| Veggiano            | PD        | 16.500.000                                                                           |
| Valli del Pasubio   | VI        | 10.027.100                                                                           |

### Il volontariato
L'apporto del volontariato di Protezione Civile è stato fondamentale per il veloce superamento dell'emergenza. Hanno operato circa 6.801 volontari iscritti all'albo regionale delle Organizzazioni di Volontariato che hanno lavorato nelle proprie provincie di appartenenza.
| Provincie            | Nr. organizzazioni di volontariato attivate | Nr. volontari intervenuti |
| -------------------- | ------------------------------------------- | ------------------------- |
| Provincia di Belluno | 14                                          | 203                       |
| Provincia di Padova  | 80                                          | 1500                      |
| Provincia di Rovigo  | 24                                          | 323                       |
| Provincia di Treviso | 52                                          | 1195                      |
| Provincia di Venezia | 43                                          | 527                       |
| Provincia di Verona  | 33                                          | 1148                      |
| Provincia di Vicenza | 91                                          | 1905                      |

Un contributo notevole è arrivato anche dalle colonne mobili di altre regioni italiane che sono intervenute in soccorso al Veneto, coordinate dal Dipartimento della Protezione Civile.
| Colonne mobili dalla Regione | Nr. volontari intervenuti | Luoghi di intervento                                                    |
| ---------------------------- | ------------------------- | ----------------------------------------------------------------------- |
| Friuli-Venezia Giulia        | 58                        | Soave (VR) Caldogno (VI)                                                |
| Piemonte                     | 57                        | Vicenza Bovolenta, Casalserugo (PD)                                     |
| Lombardia                    | 54                        | Bovolenta, Casalserugo e Saletto (PD) San Bonifacio (VR)                |
| Marche                       | 22                        | Vicenza e Caldogno (VI)                                                 |
| Valle d'Aosta                | 15                        | Saletto e Veggiano (PD) Monteforte d'Alpone, San Bonifacio e Soave (VR) |
| Emilia-Romagna               | 11                        | Bovolenta, Casalserugo e Veggiano (PD)                                  |